# A Ferencvárosi TC jégkorongcsapatának 2015–16-os szezonja
Ez a szócikk a Ferencvárosi TC jégkorongcsapatának 2015–2016-os szezonjáról szól. A bajnokság 2015. szeptember 11-én kezdődik és 2016. január 30-án ér véget.
A MOL Liga 2014–2015-ös, tavalyi idényében a – 8 csapatos – bajnokságban a zöld-fehér együttes a 7. helyen és az OB I-ben az utolsó, 5. helyen végzett.

## Átigazolások

### Érkezők
| # |     | Poszt | Név                 |
| - | --- | ----- | ------------------- |
|   | FIN | V     | Juhamatti Hietamaki |
|   | SWE | CS    | Jimmy Jensen        |
|   | FIN | V     | Joona Manninen      |
|   | LAT | V     | Edgars Apelis       |

### Távozók
| #  |     | Poszt | Név             |
| -- | --- | ----- | --------------- |
| 25 | HUN | CS    | Borbás Gergely  |
| 44 | CAN | CS    | David Croteau   |
| 4  | HUN | V     | Horvát András   |
| 9  | SVK | V     | Dominik Kramar  |
| 91 | SVK | CS    | Mikusovic Marek |
| 89 | HUN | CS    | Sijka Dusan     |

## Keret
A jelenlegi keret:
| Kapusok | Kapusok         |
| ------- | --------------- |
| 15      | Budai Krisztián |
| 80      | Ágoston Olivér  |
| 2       | Soós László     |

| Védők | Védők               |
| ----- | ------------------- |
|       | Edgars Apelis       |
| 14    | Géczi Gergely       |
| 59    | Erdélyi Tamás       |
| 94    | Juhamatti Hietamaki |
| 28    | Lévai Máté          |
|       | Pál Zsombor         |
|       | Niko Suoraniemi     |
| 3     | Lencse Tamás        |
| 10    | Jirí Moraec         |
| 33    | Revák Zoltán        |

| Csatárok | Csatárok             |
| -------- | -------------------- |
| 29       | Dubek Vladimir       |
|          | Fekti Ádám           |
| 79       | Fliszár Zalán        |
| 4        | Hardi Richard        |
|          | Galló Illés          |
| 45       | Kis Gábor            |
|          | Jimmy Jensen         |
|          | Kovács Viktor László |
|          | Mach Márton          |
|          | Joona Manninen       |
| 18       | Pál Zoltán           |
|          | Papp Csaba           |
| 88       | Rafaj Attila         |

## Előszezon
Győzelem
      Hosszabbítás utáni győzelem
      Hosszabbítás utáni vereség
      Vereség
| 1.mérkőzés 2015. augusztus 17. 19:00 | Ferencvárosi TC | 8 - 1 (1 - 1; 5 - 0; 2 - 0) | HK Levice | Pesterzsébet, Budapest Nézőszám: 1, 793 |

| Jegyzőkönyv                                                               | Jegyzőkönyv | Jegyzőkönyv | Jegyzőkönyv | Jegyzőkönyv |
| ------------------------------------------------------------------------- | ----------- | ----------- | ----------- | ----------- |
|                                                                           |             |             |             |             |
| \| Hardi (2), Kiss G. (2), Apelis, Manninen, Dubek, Jensen \| Gólok \| \| |             |             |             |             |
|                                                                           |             |             |             |             |
|                                                                           |             |             |             |             |
| Hardi (2), Kiss G. (2), Apelis, Manninen, Dubek, Jensen                   | Gólok       |             |             |             |

| Hardi (2), Kiss G. (2), Apelis, Manninen, Dubek, Jensen | Gólok |  |

| 2. mérkőzés 2015. augusztus 27. 18:00 | Dunaújvárosi Acélbikák | 1 - 3 | Ferencvárosi TC | Dunaújváros |

| Jegyzőkönyv | Jegyzőkönyv | Jegyzőkönyv | Jegyzőkönyv | Jegyzőkönyv |
| ----------- | ----------- | ----------- | ----------- | ----------- |
|             |             |             |             |             |
|             |             |             |             |             |
|             |             |             |             |             |
|             |             |             |             |             |

| 3. mérkőzés 2015. augusztus 31. 19:00 | Ferencvárosi TC | 5 - 4 | HSC Csíkszereda | Pesterzsébet, Budapest |

| Jegyzőkönyv | Jegyzőkönyv | Jegyzőkönyv | Jegyzőkönyv | Jegyzőkönyv |
| ----------- | ----------- | ----------- | ----------- | ----------- |
|             |             |             |             |             |
|             |             |             |             |             |
|             |             |             |             |             |
|             |             |             |             |             |

| 4. mérkőzés 2015. szeptember 3. 19:00 | Ferencvárosi TC | 5 - 4 (0 - 0; 4 - 2; 1 - 2) | Dunaújvárosi Acélbikák | Pesterzsébet, Budapest |

|  |  |  |  |  |
|  |  |  |  |  |
|  |  |  |  |  |
|  |  |  |  |  |

## MOL Liga
A bajnokságban egy 48 mérkőzéses alapszakaszt játszanak, amiből az első négy helyezett a bejut a play-offsba (egyenes kieséses szakasz). A play-offsban az első választhat magának ellenfelet az elődöntőben – természetesen az öt továbbjutó csapat közül – és vele mérkőzik meg. A döntő győztese lesz a MOL Liga 2015–2016-os bajnoka, és még a OB I. Bajnokság győztese is, kivéve akkor ha a döntő győztese a Brașov vagy a HSC Csíkszereda lesz, mivel ez a két együttes román nemzetiségű, így nem nyerheti meg az OB I.bajnokságot. Ez esetben a legtovább jutó magyar együttes kapja meg a címet. Akik nem jutottak tovább, azok helyosztókat játszanak egymással.
Pontozás: 

| Győzelem | Hosszabbítás utáni győzelem | Hosszabbítás utáni vereség | Vereség |
| -------- | --------------------------- | -------------------------- | ------- |
| 3 pont   | 2 pont                      | 1 pont                     | 0 pont  |

### Tabella
| Jelmagyarázat                                   |
| ----------------------------------------------- |
| A csapat bejutott az egyenes kiesése szakaszba. |
| A csapat nem jutott tovább                      |

| Hely | Csapat                 | M | Gy | HGy | HV | V | G+ | G- | Gk | P  |
| ---- | ---------------------- | - | -- | --- | -- | - | -- | -- | -- | -- |
| 1.   | MAC Budapest           | 5 | 4  | 0   | 1  | 0 | 24 | 13 | 11 | 13 |
| 2.   | Debreceni HK           | 5 | 3  | 2   | 0  | 0 | 18 | 10 | 8  | 13 |
| 3.   | DVTK Jegesmedvék       | 5 | 3  | 1   | 1  | 0 | 21 | 15 | 6  | 12 |
| 4.   | Ferencvárosi TC        | 6 | 3  | 0   | 1  | 2 | 20 | 21 | -1 | 10 |
| 5.   | Fehérvár AV19 II       | 6 | 1  | 1   | 1  | 3 | 21 | 23 | -2 | 6  |
| 6.   | Újpesti TE             | 6 | 1  | 1   | 0  | 4 | 12 | 19 | -7 | 5  |
| 7.   | Brașov                 | 2 | 1  | 0   | 0  | 1 | 6  | 8  | -2 | 3  |
| 8.   | Dunaújvárosi Acélbikák | 4 | 0  | 1   | 0  | 3 | 9  | 13 | -4 | 2  |
| 9.   | HSC Csíkszereda        | 5 | 0  | 0   | 2  | 3 | 14 | 23 | -9 | 2  |

Utolsó frissítés: 2015. szeptember 24. 
Forrás: jégkorong-tabella 
A rangsorolás alapszabályai: 1. összpontszám, 2. egymás elleni eredmények összpontszáma, 3. gólkülönbség, 4. szerzett gólok száma.
(B): Bajnokcsapat, (K): Kieső csapat, (F): Feljutó csapat, (I): Kupainduló, (R): A rájátszás győztese, (KGY): Kupagyőztes

### Mérkőzések
Győzelem
      Hosszabbítás utáni győzelem
      Hosszabbítás utáni vereség
      Vereség
| 1. forduló 2015. szeptember 11. 18:00 | DVTK Jegesmedvék | 6 – 3 (2-2; 2-0; 2-1) | Ferencvárosi TC | Miskolci Jégcsarnok, Miskolc Nézőszám: 1 400 |

| Jegyzőkönyv | Jegyzőkönyv       | Jegyzőkönyv               | Jegyzőkönyv     | Jegyzőkönyv                                                                       |
| --- | ----------------- | ------------------------- | --------------- | --------------------------------------------------------------------------------- |
| | Guggenberger Márk | Kapusok                   | Budai Krisztián | Játékvezetők: Beniac Dalibor Bachurik Jozef Vonalbírók: Kormos Dávid Sipos Roland |
| \| Dudas Jesse Ray 01:41 \| 1–0 \| \| \| \| 1–1 \| 06:30 Joona Manninen \| \| Ritó László 08:58 \| 2–1 \| \| \| \| 2–2 \| 18:23 Rafaj Attila \| \| Somogyi Balázs 20:26 \| 3–2 \| \| \| Dudas Jesse Ray 31:16 \| 4–2 \| \| \| Tóth Adrián 41:36 \| 5–2 \| \| \| \| 5–3 \| 45:53 Juhamatti Hietamaki \| \| Keegan Dansereau 59:32 \| 6–3 \| \| |                   |                           |                 | Játékvezetők: Beniac Dalibor Bachurik Jozef Vonalbírók: Kormos Dávid Sipos Roland |
| 20 perc | Büntetések        | 18 perc                   |                 | Játékvezetők: Beniac Dalibor Bachurik Jozef Vonalbírók: Kormos Dávid Sipos Roland |
| 28 | Lövések           | 18                        |                 | Játékvezetők: Beniac Dalibor Bachurik Jozef Vonalbírók: Kormos Dávid Sipos Roland |
| Dudas Jesse Ray 01:41 | 1–0               |                           |                 | Játékvezetők: Beniac Dalibor Bachurik Jozef Vonalbírók: Kormos Dávid Sipos Roland |
| | 1–1               | 06:30 Joona Manninen      |                 | Játékvezetők: Beniac Dalibor Bachurik Jozef Vonalbírók: Kormos Dávid Sipos Roland |
| Ritó László 08:58 | 2–1               |                           |                 | Játékvezetők: Beniac Dalibor Bachurik Jozef Vonalbírók: Kormos Dávid Sipos Roland |
| | 2–2               | 18:23 Rafaj Attila        |                 |                                                                                   |
| Somogyi Balázs 20:26 | 3–2               |                           |                 |                                                                                   |
| Dudas Jesse Ray 31:16 | 4–2               |                           |                 |                                                                                   |
| Tóth Adrián 41:36 | 5–2               |                           |                 |                                                                                   |
| | 5–3               | 45:53 Juhamatti Hietamaki |                 |                                                                                   |
| Keegan Dansereau 59:32 | 6–3               |                           |                 |                                                                                   |

| Dudas Jesse Ray 01:41  | 1–0 |                           |
|                        | 1–1 | 06:30 Joona Manninen      |
| Ritó László 08:58      | 2–1 |                           |
|                        | 2–2 | 18:23 Rafaj Attila        |
| Somogyi Balázs 20:26   | 3–2 |                           |
| Dudas Jesse Ray 31:16  | 4–2 |                           |
| Tóth Adrián 41:36      | 5–2 |                           |
|                        | 5–3 | 45:53 Juhamatti Hietamaki |
| Keegan Dansereau 59:32 | 6–3 |                           |

| 2. forduló 2015. szeptember 13. 18:15 | Dunaújvárosi Acélbikák | 3 – 5 (0–3; 3–0; 0–2) | Ferencvárosi TC | Dunaújváros Nézőszám: 500 |

| Jegyzőkönyv | Jegyzőkönyv   | Jegyzőkönyv               | Jegyzőkönyv    | Jegyzőkönyv                                                                     |
| --- | ------------- | ------------------------- | -------------- | ------------------------------------------------------------------------------- |
| | Duschek Dávid | Kapusok                   | Ágoston Olivér | Játékvezetők: Mayer Gábor Halassy György Vonalbírók: Pálkövi Botond Váczi Dávid |
| \| \| 0–1 \| 15:28 Juhamatti Hietamaki \| \| \| 0–2 \| 18:17 Papp Csaba \| \| \| 0–3 \| 18:27 Galló Illés \| \| Péterdi Imre 21:19 \| 1–3 \| \| \| Azari Zsolt 31:20 \| 2–3 \| \| \| Bradly Smith 38:25 \| 3–3 \| \| \| \| 3–4 \| 45:28 Edgars Apelis \| \| \| 3–5 \| 59:31 Rafaj Attila \| |               |                           |                | Játékvezetők: Mayer Gábor Halassy György Vonalbírók: Pálkövi Botond Váczi Dávid |
| 2 perc | Büntetések    | 28 perc                   |                | Játékvezetők: Mayer Gábor Halassy György Vonalbírók: Pálkövi Botond Váczi Dávid |
| 21 | Lövések       | 23                        |                | Játékvezetők: Mayer Gábor Halassy György Vonalbírók: Pálkövi Botond Váczi Dávid |
| | 0–1           | 15:28 Juhamatti Hietamaki |                | Játékvezetők: Mayer Gábor Halassy György Vonalbírók: Pálkövi Botond Váczi Dávid |
| | 0–2           | 18:17 Papp Csaba          |                | Játékvezetők: Mayer Gábor Halassy György Vonalbírók: Pálkövi Botond Váczi Dávid |
| | 0–3           | 18:27 Galló Illés         |                | Játékvezetők: Mayer Gábor Halassy György Vonalbírók: Pálkövi Botond Váczi Dávid |
| Péterdi Imre 21:19 | 1–3           |                           |                |                                                                                 |
| Azari Zsolt 31:20 | 2–3           |                           |                |                                                                                 |
| Bradly Smith 38:25 | 3–3           |                           |                |                                                                                 |
| | 3–4           | 45:28 Edgars Apelis       |                |                                                                                 |
| | 3–5           | 59:31 Rafaj Attila        |                |                                                                                 |

|                    | 0–1 | 15:28 Juhamatti Hietamaki |
|                    | 0–2 | 18:17 Papp Csaba          |
|                    | 0–3 | 18:27 Galló Illés         |
| Péterdi Imre 21:19 | 1–3 |                           |
| Azari Zsolt 31:20  | 2–3 |                           |
| Bradly Smith 38:25 | 3–3 |                           |
|                    | 3–4 | 45:28 Edgars Apelis       |
|                    | 3–5 | 59:31 Rafaj Attila        |

| 3. forduló 2015. szeptember 15. 19:00 | Ferencvárosi TC | 6 – 4 (1-0, 1-1, 4-3) | Fehérvár AV19 II | Pesterzsébet, Budapest Nézőszám: 250 |

| Jegyzőkönyv | Jegyzőkönyv     | Jegyzőkönyv           | Jegyzőkönyv | Jegyzőkönyv                                                                        |
| --- | --------------- | --------------------- | ----------- | ---------------------------------------------------------------------------------- |
| | Budai Krisztián | Kapusok               | Alex Scola  | Játékvezetők: Németh Márton Gangel László Vonalbírók: Berger Ákos Kis-Király Barna |
| \| Géczi Gergely 18:20 \| 1-0 \| \| \| Joona Manninen 29:43 \| 2-0 \| \| \| \| 2-1 \| 34:52 Devon Krogh \| \| \| 2-2 \| 40:17 Mitchel Humberg \| \| \| 2-3 \| 41:05 Reiter Attila \| \| \| 2-4 \| 48:52 Tóth Gergő \| \| Fekti Ádám 49:09 \| 3-4 \| \| \| Kiss Gábor 56:37 \| 4-4 \| \| \| Kiss Gábor 57:48 \| 5-4 \| \| \| Fekti Ádám 59:30 \| 6-4 \| \| |                 |                       |             | Játékvezetők: Németh Márton Gangel László Vonalbírók: Berger Ákos Kis-Király Barna |
| 24 perc | Büntetések      | 18 perc               |             | Játékvezetők: Németh Márton Gangel László Vonalbírók: Berger Ákos Kis-Király Barna |
| 32 | Lövések         | 28                    |             | Játékvezetők: Németh Márton Gangel László Vonalbírók: Berger Ákos Kis-Király Barna |
| Géczi Gergely 18:20 | 1-0             |                       |             | Játékvezetők: Németh Márton Gangel László Vonalbírók: Berger Ákos Kis-Király Barna |
| Joona Manninen 29:43 | 2-0             |                       |             | Játékvezetők: Németh Márton Gangel László Vonalbírók: Berger Ákos Kis-Király Barna |
| | 2-1             | 34:52 Devon Krogh     |             | Játékvezetők: Németh Márton Gangel László Vonalbírók: Berger Ákos Kis-Király Barna |
| | 2-2             | 40:17 Mitchel Humberg |             |                                                                                    |
| | 2-3             | 41:05 Reiter Attila   |             |                                                                                    |
| | 2-4             | 48:52 Tóth Gergő      |             |                                                                                    |
| Fekti Ádám 49:09 | 3-4             |                       |             |                                                                                    |
| Kiss Gábor 56:37 | 4-4             |                       |             |                                                                                    |
| Kiss Gábor 57:48 | 5-4             |                       |             |                                                                                    |
| Fekti Ádám 59:30 | 6-4             |                       |             |                                                                                    |

| Géczi Gergely 18:20  | 1-0 |                       |
| Joona Manninen 29:43 | 2-0 |                       |
|                      | 2-1 | 34:52 Devon Krogh     |
|                      | 2-2 | 40:17 Mitchel Humberg |
|                      | 2-3 | 41:05 Reiter Attila   |
|                      | 2-4 | 48:52 Tóth Gergő      |
| Fekti Ádám 49:09     | 3-4 |                       |
| Kiss Gábor 56:37     | 4-4 |                       |
| Kiss Gábor 57:48     | 5-4 |                       |
| Fekti Ádám 59:30     | 6-4 |                       |

| 4. forduló 2015. szeptember 18. 19:00 | Ferencvárosi TC | 3 – 4 (h.u.) (sz.) (2-1; 0-1; 1-1) (h.u.: 0–0) (sz.: 0–1) | Debreceni HK | Pesterzsébet, Budapest Nézőszám: 250 |

| Jegyzőkönyv | Jegyzőkönyv    | Jegyzőkönyv         | Jegyzőkönyv | Jegyzőkönyv                                                                   |
| --- | -------------- | ------------------- | ----------- | ----------------------------------------------------------------------------- |
| | Ágoston Olivér | Kapusok             | Vay Ádám    | Játékvezetők: Mayer Gábor Bachurik József Vonalbírók: Soltész Áron Bedő Péter |
| \| Kiss Gábor 16:33 \| 1-0 \| \| \| \| 1-1 \| 18:25 Saluga Martin \| \| Farkas Lőrinc Simon 19:16 \| 2-1 \| \| \| \| 2-2 \| 27:14 Hetényi Péter \| \| \| 2-3 \| 42:42 Danil Kaskov \| \| Vladimir Dubek 53:00 \| 3-3 \| \| \| \| 3-4 \| 67:01 Hári Norbert \| |                |                     |             | Játékvezetők: Mayer Gábor Bachurik József Vonalbírók: Soltész Áron Bedő Péter |
| 14 perc | Büntetések     | 35 perc             |             | Játékvezetők: Mayer Gábor Bachurik József Vonalbírók: Soltész Áron Bedő Péter |
| 22 | Lövések        | 22                  |             | Játékvezetők: Mayer Gábor Bachurik József Vonalbírók: Soltész Áron Bedő Péter |
| Kiss Gábor 16:33 | 1-0            |                     |             | Játékvezetők: Mayer Gábor Bachurik József Vonalbírók: Soltész Áron Bedő Péter |
| | 1-1            | 18:25 Saluga Martin |             | Játékvezetők: Mayer Gábor Bachurik József Vonalbírók: Soltész Áron Bedő Péter |
| Farkas Lőrinc Simon 19:16 | 2-1            |                     |             | Játékvezetők: Mayer Gábor Bachurik József Vonalbírók: Soltész Áron Bedő Péter |
| | 2-2            | 27:14 Hetényi Péter |             |                                                                               |
| | 2-3            | 42:42 Danil Kaskov  |             |                                                                               |
| Vladimir Dubek 53:00 | 3-3            |                     |             |                                                                               |
| | 3-4            | 67:01 Hári Norbert  |             |                                                                               |

| Kiss Gábor 16:33          | 1-0 |                     |
|                           | 1-1 | 18:25 Saluga Martin |
| Farkas Lőrinc Simon 19:16 | 2-1 |                     |
|                           | 2-2 | 27:14 Hetényi Péter |
|                           | 2-3 | 42:42 Danil Kaskov  |
| Vladimir Dubek 53:00      | 3-3 |                     |
|                           | 3-4 | 67:01 Hári Norbert  |

| 5. forduló 2015. szeptember 20. 19:00 | Ferencvárosi TC | 3 – 1 (0-1, 2-0, 1-0) | Dunaújvárosi Acélbikák | Pesterzsébet, Budapest Nézőszám: 300 |

| Jegyzőkönyv | Jegyzőkönyv     | Jegyzőkönyv            | Jegyzőkönyv    | Jegyzőkönyv                                                                         |
| --- | --------------- | ---------------------- | -------------- | ----------------------------------------------------------------------------------- |
| | Budai Krisztián | Kapusok                | Breton Lindoff | Játékvezetők: Kincses Gergely Hallasy György Vonalbírók: Abonyi Attila Ozsváth Ádám |
| \| \| 0-1 \| 04:56 Philip Busbacher \| \| Edgar Apelis 21:24 \| 1-1 \| \| \| Juhamatti Hitemaki 37:53 \| 2-1 \| \| \| Vladimir Dubek 43:07 \| 3-1 \| \| |                 |                        |                | Játékvezetők: Kincses Gergely Hallasy György Vonalbírók: Abonyi Attila Ozsváth Ádám |
| 6 perc | Büntetések      | 14 perc                |                | Játékvezetők: Kincses Gergely Hallasy György Vonalbírók: Abonyi Attila Ozsváth Ádám |
| 31 | Lövések         | 28                     |                | Játékvezetők: Kincses Gergely Hallasy György Vonalbírók: Abonyi Attila Ozsváth Ádám |
| | 0-1             | 04:56 Philip Busbacher |                | Játékvezetők: Kincses Gergely Hallasy György Vonalbírók: Abonyi Attila Ozsváth Ádám |
| Edgar Apelis 21:24 | 1-1             |                        |                | Játékvezetők: Kincses Gergely Hallasy György Vonalbírók: Abonyi Attila Ozsváth Ádám |
| Juhamatti Hitemaki 37:53 | 2-1             |                        |                | Játékvezetők: Kincses Gergely Hallasy György Vonalbírók: Abonyi Attila Ozsváth Ádám |
| Vladimir Dubek 43:07 | 3-1             |                        |                |                                                                                     |

|                          | 0-1 | 04:56 Philip Busbacher |
| Edgar Apelis 21:24       | 1-1 |                        |
| Juhamatti Hitemaki 37:53 | 2-1 |                        |
| Vladimir Dubek 43:07     | 3-1 |                        |

| 6. forduló 2015. szeptember 22. 18:30 | Fehérvár AV19 II | 3 - 0 (2-0, 1-0, 0-0) | Ferencvárosi TC | Székesfehérvár Nézőszám: 300 |

| Jegyzőkönyv | Jegyzőkönyv | Jegyzőkönyv | Jegyzőkönyv    | Jegyzőkönyv                                                                         |
| --- | ----------- | ----------- | -------------- | ----------------------------------------------------------------------------------- |
| | Scola Alex  | Kapusok     | Ágoston Olivér | Játékvezetők: Haszonits Miklós Varjú Árpád Vonalbírók: Kis-Király Barna Váczi Dávid |
| \| Szabó Pál Krisztián 08:41 \| 1-0 \| \| \| Tóth Gergő 19:08 \| 2-0 \| \| \| Bobó Christopher 24:28 \| 3-0 \| \| |             |             |                | Játékvezetők: Haszonits Miklós Varjú Árpád Vonalbírók: Kis-Király Barna Váczi Dávid |
| 14 perc | Büntetések  | 14 perc     |                | Játékvezetők: Haszonits Miklós Varjú Árpád Vonalbírók: Kis-Király Barna Váczi Dávid |
| 21 | Lövések     | 17          |                | Játékvezetők: Haszonits Miklós Varjú Árpád Vonalbírók: Kis-Király Barna Váczi Dávid |
| Szabó Pál Krisztián 08:41                                                                                         | 1-0         |             |                | Játékvezetők: Haszonits Miklós Varjú Árpád Vonalbírók: Kis-Király Barna Váczi Dávid |
| Tóth Gergő 19:08                                                                                                  | 2-0         |             |                | Játékvezetők: Haszonits Miklós Varjú Árpád Vonalbírók: Kis-Király Barna Váczi Dávid |
| Bobó Christopher 24:28                                                                                            | 3-0         |             |                | Játékvezetők: Haszonits Miklós Varjú Árpád Vonalbírók: Kis-Király Barna Váczi Dávid |

| Szabó Pál Krisztián 08:41 | 1-0 |  |
| Tóth Gergő 19:08          | 2-0 |  |
| Bobó Christopher 24:28    | 3-0 |  |

| 7. forduló 2015. szeptember 25. 18:00 | Újpesti TE | - | Ferencvárosi TC | Újpest, Budapest |

|  |  |  |  |  |
|  |  |  |  |  |
|  |  |  |  |  |
|  |  |  |  |  |

| 8. forduló 2015. október 2. 17:00 | Dunaújvárosi Acélbikák | - | Ferencvárosi TC | Dunaújváros |

|  |  |  |  |  |
|  |  |  |  |  |
|  |  |  |  |  |
|  |  |  |  |  |

| 9. forduló 2015. október 3. 17:00 | Ferencvárosi TC | - | Brasov | Pesterzsébet, Budapest |

|  |  |  |  |  |
|  |  |  |  |  |
|  |  |  |  |  |
|  |  |  |  |  |

| 10. forduló 2015. október 9. 17:00 | MAC Budapest | - | Ferencvárosi TC | Budapest |

|  |  |  |  |  |
|  |  |  |  |  |
|  |  |  |  |  |
|  |  |  |  |  |

| 11. forduló 2015. október 11. 17:00 | DVTK Jegesmedvék | - | Ferencvárosi TC | Miskolci Jégcsarnok, Miskolc |

|  |  |  |  |  |
|  |  |  |  |  |
|  |  |  |  |  |
|  |  |  |  |  |

| 12. forduló 2015. október 16. 17:00 | HSC Csíkszereda | - | Ferencvárosi TC | Csíkszereda, Románia |

|  |  |  |  |  |
|  |  |  |  |  |
|  |  |  |  |  |
|  |  |  |  |  |

| 13. forduló 2015. október 17. 17:00 | Brașov | - | Ferencvárosi TC | Brassó, Románia |

|  |  |  |  |  |
|  |  |  |  |  |
|  |  |  |  |  |
|  |  |  |  |  |

| 14. forduló 2015. október 20. 17:00 | Ferencvárosi TC | - | DVTK Jegesmedvék | Pesterzsébet, Budapest |

|  |  |  |  |  |
|  |  |  |  |  |
|  |  |  |  |  |
|  |  |  |  |  |

| 15. forduló 2015. október 24. 17:00 | Ferencvárosi TC | - | Fehérvár AV19 | Pesterzsébet, Budapest |

|  |  |  |  |  |
|  |  |  |  |  |
|  |  |  |  |  |
|  |  |  |  |  |

| 16. forduló 2015. október 25. 17:00 | Ferencvárosi TC | - | Brasov | Pesterzsébet, Budapest |

|  |  |  |  |  |
|  |  |  |  |  |
|  |  |  |  |  |
|  |  |  |  |  |

| 17. forduló 2015. október 27. 17:00 | Fehérvár AV19 | - | Ferencvárosi TC | Székesfehérvár |

|  |  |  |  |  |
|  |  |  |  |  |
|  |  |  |  |  |
|  |  |  |  |  |

| 18. forduló 2015. október 30. 17:00 | Ferencvárosi TC | - | MAC Budapest | Pesterzsébet, Budapest |

|  |  |  |  |  |
|  |  |  |  |  |
|  |  |  |  |  |
|  |  |  |  |  |

| 19. forduló 2015. november 13. 17:00 | Újpesti TE | - | Ferencvárosi TC | Újpest, Budapest |

|  |  |  |  |  |
|  |  |  |  |  |
|  |  |  |  |  |
|  |  |  |  |  |

| 20. forduló 2015. november 15. 17:00 | MAC Budapest | - | Ferencvárosi TC | Budapest |

|  |  |  |  |  |
|  |  |  |  |  |
|  |  |  |  |  |
|  |  |  |  |  |

| 21. forduló 2015. november 16. 17:00 | Ferencvárosi TC | - | HSC Csíkszereda | Pesterzsébet, Budapest |

|  |  |  |  |  |
|  |  |  |  |  |
|  |  |  |  |  |
|  |  |  |  |  |

| 22. forduló 2015. november 20. 17:00 | Dunaújvárosi Acélbikák | - | Ferencvárosi TC | Dunaújváros |

|  |  |  |  |  |
|  |  |  |  |  |
|  |  |  |  |  |
|  |  |  |  |  |

| 23. forduló 2015. november 22. 17:00 | Fehérvár AV19 | - | Ferencvárosi TC | Székesfehérvár |

|  |  |  |  |  |
|  |  |  |  |  |
|  |  |  |  |  |
|  |  |  |  |  |

| 24. forduló 2015. november 24. 17:00 | Ferencvárosi TC | - | DVTK Jegesmedvék | Pesterzsébet, Budapest |

|  |  |  |  |  |
|  |  |  |  |  |
|  |  |  |  |  |
|  |  |  |  |  |

| 25. forduló 2015. november 29. 17:00 | Debreceni HK | - | Ferencvárosi TC | Debrecen |

|  |  |  |  |  |
|  |  |  |  |  |
|  |  |  |  |  |
|  |  |  |  |  |

| 26. forduló 2015. december 1. 17:00 | MAC Budapest | - | Ferencvárosi TC | Pesterzsébet, Budapest |

|  |  |  |  |  |
|  |  |  |  |  |
|  |  |  |  |  |
|  |  |  |  |  |

| 27. forduló 2015. december 4. 17:00 | Ferencvárosi TC | - | Brassov | Pesterzsébet, Budapest |

|  |  |  |  |  |
|  |  |  |  |  |
|  |  |  |  |  |
|  |  |  |  |  |

| 28. forduló 2015. december 6. 17:00 | Ferencvárosi TC | - | Debreceni HK | Pesterzsébet, Budapest |

|  |  |  |  |  |
|  |  |  |  |  |
|  |  |  |  |  |
|  |  |  |  |  |

| 29. forduló 2015. december 10. 17:00 | Újpesti TE | - | Ferencvárosi TC | Újpest, Budapest |

|  |  |  |  |  |
|  |  |  |  |  |
|  |  |  |  |  |
|  |  |  |  |  |

| 30. forduló 2015. december 14. 17:00 | Ferencvárosi TC | - | MAC Budapest | Pesterzsébet, Budapest |

|  |  |  |  |  |
|  |  |  |  |  |
|  |  |  |  |  |
|  |  |  |  |  |

| 31. forduló 2015. december 18. 17:00 | HSC Csíkszereda | - | Ferencvárosi TC | Csíkszereda, Románia |

|  |  |  |  |  |
|  |  |  |  |  |
|  |  |  |  |  |
|  |  |  |  |  |

| 32. forduló 2015. december 19. 17:00 | Brassov | - | Ferencvárosi TC | Brassó, Románia |

|  |  |  |  |  |
|  |  |  |  |  |
|  |  |  |  |  |
|  |  |  |  |  |

| 33. forduló 2015. december 22. 17:00 | Ferencvárosi TC | - | Újpesti TE | Pesterzsébet, Budapest |

|  |  |  |  |  |
|  |  |  |  |  |
|  |  |  |  |  |
|  |  |  |  |  |

| 34. forduló 2015. december 26. 17:00 | DVTK Jegesmedvék | - | Ferencvárosi TC | Miskolci Jégcsarnok, Miskolc |

|  |  |  |  |  |
|  |  |  |  |  |
|  |  |  |  |  |
|  |  |  |  |  |

| 35. forduló 2015. december 27. 17:00 | Ferencvárosi TC | - | Dunaújvárosi Acélbikák | Pesterzsébet, Budapest |

|  |  |  |  |  |
|  |  |  |  |  |
|  |  |  |  |  |
|  |  |  |  |  |

| 36. forduló 2015. december 30. 17:00 | Debreceni HK | - | Ferencvárosi TC | Debrecen |

|  |  |  |  |  |
|  |  |  |  |  |
|  |  |  |  |  |
|  |  |  |  |  |

| 37. forduló 2016. január 2. 17:00 | Ferencvárosi TC | - | Újpesti TE | Pesterzsébet, Budapest |

|  |  |  |  |  |
|  |  |  |  |  |
|  |  |  |  |  |
|  |  |  |  |  |

| 38. forduló 2016. január 3. 17:00 | Ferencvárosi TC | - | DVTK Jegesmedvék | Pesterzsébet, Budapest |

|  |  |  |  |  |
|  |  |  |  |  |
|  |  |  |  |  |
|  |  |  |  |  |

| 39. forduló 2016. január 5. 17:00 | Ferencvárosi TC | - | HSC Csíkszereda | Pesterzsébet, Budapest |

|  |  |  |  |  |
|  |  |  |  |  |
|  |  |  |  |  |
|  |  |  |  |  |

| 40. forduló 2016. január 8. 17:00 | Brassov | - | Ferencvárosi TC | Brassó, Románia |

|  |  |  |  |  |
|  |  |  |  |  |
|  |  |  |  |  |
|  |  |  |  |  |

| 41. forduló 2016. január 9. 17:00 | HSC Csíkszereda | - | Ferencvárosi TC | Csíkszereda, Románia |

|  |  |  |  |  |
|  |  |  |  |  |
|  |  |  |  |  |
|  |  |  |  |  |

| 42. forduló 2016. január 15. 17:00 | Ferencvárosi TC | - | Fehérvár AV19 | Pesterzsébet, Budapest |

|  |  |  |  |  |
|  |  |  |  |  |
|  |  |  |  |  |
|  |  |  |  |  |

| 43. forduló 2016. január 19. 17:00 | Ferencvárosi TC | - | Debreceni HK | Pesterzsébet, Budapest |

|  |  |  |  |  |
|  |  |  |  |  |
|  |  |  |  |  |
|  |  |  |  |  |

| 44. forduló 2016. január 22. 17:00 | Ferencvárosi TC | - | MAC Budapest | Pesterzsébet, Budapest |

|  |  |  |  |  |
|  |  |  |  |  |
|  |  |  |  |  |
|  |  |  |  |  |

| 45. forduló 2016. január 24. 17:00 | Ferencvárosi TC | - | Dunaújvárosi Acélbikák | Pesterzsébet, Budapest |

|  |  |  |  |  |
|  |  |  |  |  |
|  |  |  |  |  |
|  |  |  |  |  |

| 46. forduló 2016. január 25. 17:00 | Ferencvárosi TC | - | HSC Csíkszereda | Pesterzsébet, Budapest |

|  |  |  |  |  |
|  |  |  |  |  |
|  |  |  |  |  |
|  |  |  |  |  |

| 47. forduló 2016. január 29. 17:00 | Debreceni HK | - | Ferencvárosi TC | Debrecen |

|  |  |  |  |  |
|  |  |  |  |  |
|  |  |  |  |  |
|  |  |  |  |  |

| 48. forduló 2016. január 30. 17:00 |  | - |  | Pesterzsébet, Budapest |

|  |         |      |  |  |
|  |         |      |  |  |
|  |         |      |  |  |
|  | Lövések | ---- |  |  |